# 이사검 선생 묘
이사검 선생 묘는 대한민국 경기도 포천시 창수면 가양리에 있다. 1986년 4월 9일 포천시의 향토유적 제38호로 지정되었다.

## 개요
조선전기 무시 이사검 부부의 합장묘이다.